# 库尔马克裝甲師
库尔马克裝甲掷弹兵師（Panzergrenadier Division Kurmark），或稱库尔马克裝甲師（Panzer Division Kurmark），是二戰末期德國国防军陸軍的一個裝甲編隊。於1945年1月柏林戰役的準備工作獨立運作。此師以勃蘭登堡的庫尔馬克地區（意即边疆选侯）命名。